# Wycheproofita
La wycheproofita és un mineral de la classe dels fosfats. Anomenat així per la seva localitat tipus: la pedrera de granit de Wycheproof.

## Característiques
La wycheproofita és un fosfat de fórmula química NaAlZr(PO₄)₂(OH)·H₂O. Cristal·litza en el sistema triclínic. La seva duresa a l'escala de Mohs és 4 a 5.
Segons la classificació de Nickel-Strunz, la wycheproofita pertany a «08.DJ: Fosfats, etc, amb cations de mida mitjana i gran, (OH, etc.):RO₄ = 1:1» juntament amb els següents minerals: johnwalkita, olmsteadita, gatumbaïta, camgasita, fosfofibrita, meurigita-K, meurigita-Na, jungita, ercitita, mrazekita i attikaïta.

## Formació i jaciments
El mineral tipus va ser descrit en cavitats en vetes pegmatites tallant granit. Ha estat descrit només a la seva localitat tipus, a Austràlia. S'ha descrit associada a kosnarita, eosforita, cyrilovita, schorl.